# Halford (Warwickshire)
Pour les articles homonymes, voir Halford.
Halford est un village et une paroisse civile du Warwickshire, en Angleterre.